# Antigos macedônios

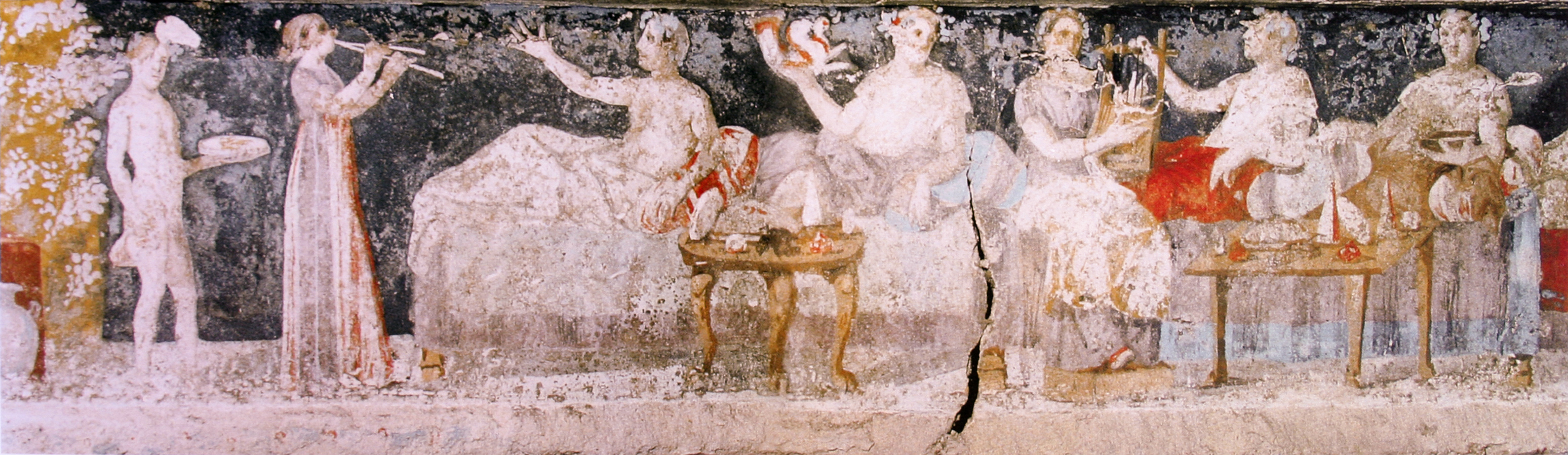

Os antigos macedônios (português brasileiro) ou macedónios (português europeu) eram um grupo étnico grego que vivia na Macedónia Antiga e das regiões adjacentes. Historicamente habitavam as planícies aluviais em torno dos rios Haliácmon e Áxio, ao norte do monte Olimpo.
A língua falada pelos antigos macedônios é, atualmente, motivo de disputa entre os historiadores gregos modernos e os da Antiga República Iugoslava da Macedônia (sic), os gregos defendendo que a Macedônia é grega há, pelo menos, 3000 anos, e os macedônios defendendo que eles falavam uma língua eslava. As evidências, porém, indicam que é pouco provável que sua língua fosse eslava, mas também sugerem um dialeto próprio, com palavras de origem não grega e com uma pronúncia diferente.
Ainda há intenso debate sobre a origem do povo, se tinham origem grega ou foram helenizados posteriormente. A família real macedônia, conhecida como a dinastia argéada, alegava descender de gregos da pólis de Argos, e os macedônios, desde seu rei Alexandre, que viveu na época das Guerras Médicas, eram admitidos nos Jogos Olímpicos antigos, um evento esportivo onde apenas povos de origem grega podiam participar.